# Hogyan fogjunk milliomost?
A Hogyan fogjunk milliomost? (eredeti cím: How to Marry a Millionaire)  1953-ban bemutatott amerikai romantikus filmvígjáték. A forgatókönyv Zoe Akins: The Greeks Had a Word for It című színdarabján, továbbá Dale Eunson és Katherine Albert Loco című darabján alapul. A főszereplők Marilyn Monroe, Betty Grable és Lauren Bacall, akik pénzes férjekre vadásznak, továbbá William Powell, David Wayne, Rory Calhoun, Cameron Mitchell, Alexander D'Arcy és Fred Clark, „akiket csapdába csalnak”.
A Hogyan fogjunk milliomost? az első filmek között volt, amit az akkoriban újdonságnak számító CinemaScope szélesvásznú eljárással vettek fel.

## Cselekmény
1950-es évek eleje, New York, USA

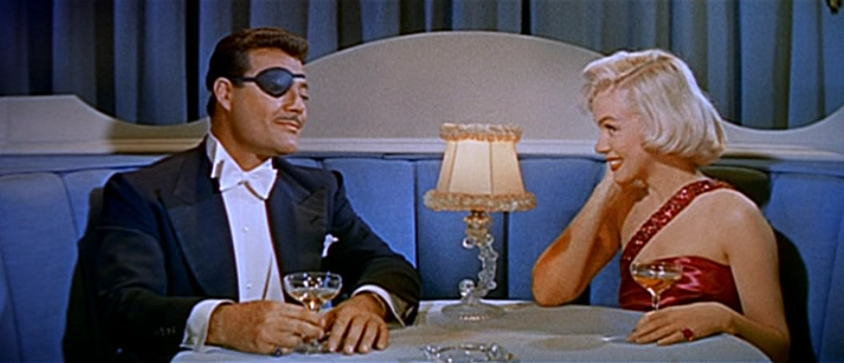
Pola (Marilyn Monroe) és udvarlója, a hamis arab milliomos (Alexander D'Arcy)

A leleményes Schatze Page (Lauren Bacall) egy berendezett luxuslakást kezd bérelni Manhattanben havi 1000 dollárért, aminek a tulajdonosa, Freddie Denmark (David Wayne) hosszabb időre Európába menekült az amerikai adóhivatal elől.
Schatze barátnője az erősen rövidlátó, világosszőke Pola Debevoise (Marilyn Monroe), az ő barátnője pedig a hasonló kinézetű, butuska Loco Dempsey (Betty Grable), akinek azonban megvan a magához való esze a férfiak kihasználására.
Schatze ötlete az, hogy férjhez kell menniük, de csak milliomos férfi jöhet szóba. A két másik nő lelkesen csatlakozik. Hosszú hónapok telnek el, eközben ruhamodellként dolgoznak, de a lakás fenntartásához lassan eladogatják a drága bútorokat.
Egyik nap Loco egy férfi kíséretében állít haza, akinek kezében két tele papírzacskó van. A férfi Tom Brookman (Cameron Mitchell), aki kifizette Loco bevásárlását a zöldségesnél. Tomnak szimpatikus Schatze, a nőnek azonban rossz tapasztalatai vannak, és elutasítja az első látásra (általa használt megnevezéssel) „töltőállomáson dolgozó pasas”-t. Tom azonban nem adja fel, és kitartóan hívogatja, de Schatze legtöbb alkalommal végig sem hallgatva leteszi a telefont.
Schatze egy idősebb, de gazdag férfira veti ki hálóját, ő az özvegy J.D. Hanley (William Powell). Mindeközben párszor találkozik Tommal is, de minden alkalommal elmondja, hogy ekkor találkoztak utoljára és nem akarja többet látni a férfit.
Loco egy üzletemberrel (Fred Clark) ismerkedik meg, aki nős és nem akar elválni, de egy hétvégi kiruccanásra szívesen elvinné a nőt. Loco hamar beleegyezik. A Maine államban lévő havas táj és a távoli, magányos üdülő kissé elveszik a kedvét, majd szinte azonnal kanyarós lesz, amit a férfi is elkap. Loco ugyanott megismerkedik a helyi sofőrrel (Rory Calhoun), akinek elbeszélését félreértve azt hiszi, hogy gazdag ember, és beleszeret. Amikor megtudja, hogy nem így van, a férfi csak erdész, aki az erdőt felügyeli (erről korábban úgy beszélt, hogy „ez itt mind az enyém”), már késő, de Loco kitart a férfi mellett, aki el akarja venni feleségül.

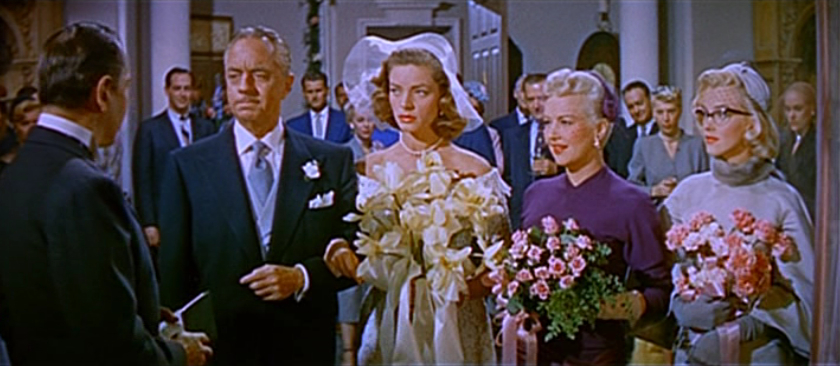
William Powell (mint J.D. Hanley) a házassági ceremónia előtt. Schatze menyasszonyi ruhában a vőlegénybe karol, mellette jobbra Loco és Pola mint koszorúslányok

Pola udvarlója egy hamis arab milliomos. Amikor meghívja az anyjához Atlantic City-be, Pola rossz gépre száll, ami Kansas City-be megy. Szerencsére a mellette lévő ülésben a bérelt lakásuk tulajdonosa, Freddie Denmark ül, aki szintén szemüveges, és arra biztatja Polát, hogy viselje ő is a szemüvegét. Freddie elmondja, hogy az adóhivatal elől menekül, de azért, mert a könyvelője átverte őt, és azért megy Kansas Citybe, hogy ott találkozzon vele. (Később kiderül, hogy nem járt sikerrel, mert alaposan megverték, de Pola beleszeret és kitart mellette.)
Loco és Paula csak az esküvő előtt találkoznak barátnőjükkel. Schatze nem túl boldog, de úgy érzi, jól döntött (bár időközben szerelmes lett Tom Brookmanbe). Brookman is jelen van a helyszínen, de úgy érzi, elvesztette a nőt, akit szeret. Schatze közvetlenül a szertartás előtt lábfájásra panaszkodik és visszamegy a szobájába. 
J.D. azonban reálisan látja a helyzetet, lemond a házasságról, és beszél Tommal, akit jól ismer, hogy vegye át a vőlegény helyét (a film nem mutatja az egybekelést).
A három boldog házaspár egy büfében szendvicseket eszik. Amikor fizetésre kerül a sor, Tom egy hatalmas, összegöngyölt pénzköteget vesz elő, amiből egy ezerdollárossal fizet és nem kér vissza belőle. Előtte elmondta, hogy milyen vagyontárgyai vannak (bánya, acélrészvények, stb.). A három nő elájul. A férfiak isznak feleségeik egészségére.

## Szereplők
- Lauren Bacall –  Schatze Page, az ötletgazda
- Betty Grable –  Loco Dempsey, egy „buta szőke liba”
- Marilyn Monroe (Eszenyi Enikő) –  Pola Debevoise, erősen rövidlátó nő
- David Wayne –  Freddie Denmark, a lakástulajdonos, Pola későbbi párja
- Rory Calhoun –  Eben, alkalmi sofőr, erdőőr, Loco későbbi párja
- Cameron Mitchell –  Tom Brookman, milliomos, Schatze későbbi párja
- Alexander D'Arcy –  J. Stewart Merrill, hamis arab milliomos
- Fred Clark –  Waldo Brewster üzletember, aki Locónak alkalmi viszonyt javasol
- William Powell –  J.D. Hanley, idősebb üzletember

## Bemutató
A film ősbemutatója 1953. november 4-én, a Saban Theatre-ben volt (az egykori Fox Wilshire Theatre), Beverly Hills-ben (Kalifornia), amin jelen voltak: Humphrey Bogart, Cecil B. DeMille, Robert Mitchum, Lucille Ball, Rock Hudson, Debbie Reynolds, Shelley Winters, Mitzi Gaynor, Jeffrey Hunter, Michael Rennie, és mások.

## Fogadtatás
A filmkritikusok véleményét összegző Rotten Tomatoes 92%-ra értékelte 13 vélemény alapján.

### Díjak, jelölések
jelölések
- 1954: Oscar-díj, „legjobb jelmez” – Charles LeMaire, William Travilla
- 1954: Writers Guild of America, „legjobban megírt amerikai vígjáték” – Nunnally Johnson
- 1955: BAFTA, „legjobb film”

## Érdekességek
Amikor J.D. Hanley (William Powell) és Schatze Page (Lauren Bacall) a konyhában arról beszélgetnek, hogy J.D. szerint ő túl öreg a nőhöz, Schatze néhány példát hoz fel rá, hogy ő az érett férfiakat szereti. Köztük név szerint megemlíti Roosevelt és Churchill elnököket, de Humphrey Bogartra csak úgy utal, mint „az a hogyishívják, aki az Afrika királynőjében játszott”. Humphrey Bogart akkoriban Bacall férje volt. (Roosevelt már 30 éve halott volt, Churchill 75 év körül járt, Bogart 25 évvel idősebb volt Bacallnál).

## Fordítás
- Ez a szócikk részben vagy egészben  a   How to Marry a Millionaire című angol Wikipédia-szócikk fordításán alapul.  Az eredeti cikk szerkesztőit annak laptörténete sorolja fel. Ez a jelzés csupán a megfogalmazás eredetét és a szerzői jogokat jelzi, nem szolgál a cikkben szereplő információk forrásmegjelöléseként.
- Ez a szócikk részben vagy egészben  a   Come sposare un milionario című olasz Wikipédia-szócikk fordításán alapul.  Az eredeti cikk szerkesztőit annak laptörténete sorolja fel. Ez a jelzés csupán a megfogalmazás eredetét és a szerzői jogokat jelzi, nem szolgál a cikkben szereplő információk forrásmegjelöléseként.